# Teodulo Mabellini
Teodulo Mabellini (Pistoia, 2 aprile 1817 – Firenze, 10 marzo 1897) è stato un compositore italiano, protetto della granduchessa di Toscana Maria Antonietta di Borbone.

## Biografia

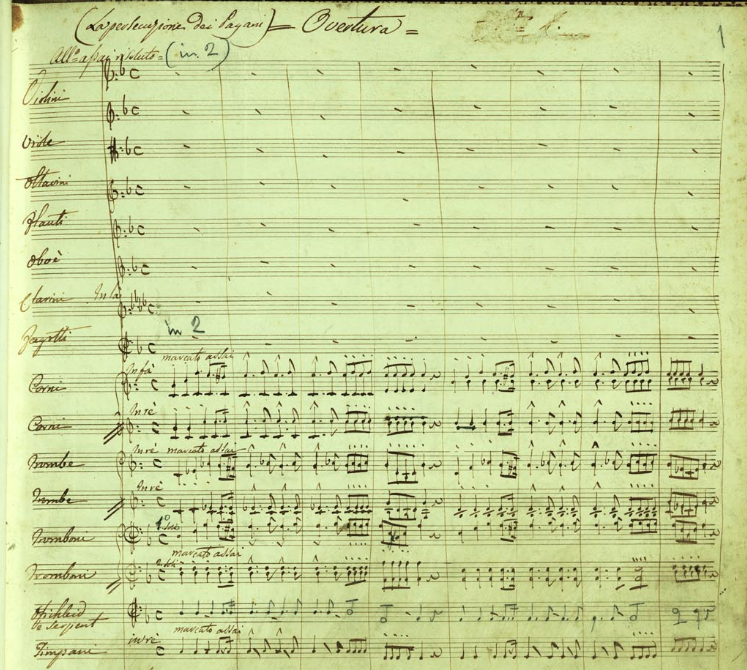
Manoscritto autografo dell'ouverture dell'edizione di Eudossia e Paolo, conservata al Conservatorio di Firenze

### Prima formazione a Pistoia e Firenze
Era figlio di Vincenzo, uno strumentaio specializzato in strumenti a fiato. Ricevette le prime lezioni musicali dal padre e dal flautista Gioacchino Bimboni (il futuro costruttore di strumenti della famiglia degli ottoni). La formazione che gli impartirono questi suoi primi maestri fu determinante per il particolare tipo di scrittura orchestrale che utilizzò. Con Bimboni continuò ad avere a che fare tutta la vita e con lui sviluppò una conoscenza della scrittura per fiati non comune per i tempi (vedi Stile). Nel 1826 fu voce bianca del Duomo di Pistoia. Le cronache locali coeve lo descrivono come un geniale bambino prodigio. Continuò i suoi studi privatamente con Giuseppe Pillotti (organista del duomo) e Giuseppe Gherardeschi, e già a dodici anni aveva composto musica vocale, da camera, marce militari e arrangiamenti per banda. Nel 1832 il quindicenne Mabellini tenne un concerto di sue composizioni (ci è rimasta solo l'Estro armonico, il cui autografo è a Pistoia, vedi Fonti) a Pistoia e Grosseto, fatto che convinse i concittadini a elargire «private oblazioni» per farlo iscrivere all'Istituto musicale di Firenze, dove studiò dal 1833 al 1836. Appena diplomato trovò lavoro come maestro al cembalo del pistoiese Teatro dei Risvegliati, e collaborò a produzioni come La straniera di Vincenzo Bellini e Anna Bolena di Gaetano Donizetti. L'ambiente operistico lo ispirò nella composizione del suo primo lavoro teatrale, Matilde e Toledo, scritto dal diciannovenne compositore in appena un mese. Riuscì a farlo rappresentare al Teatro Alfieri di Firenze il 27 agosto 1836, e il suo grande successo stupì il Granduca Leopoldo II di Lorena in persona, che gratificò Mabellini di una considerevole borsa di studio mensile.

### Gli studi con Mercadante e il successo operistico
Con la borsa appena vinta si recò a Novara per studiare con Saverio Mercadante. Il maestro napoletano ammirò la dedizione e il talento di Mabellini: i due rimasero in ottimi e stimati rapporti fino alla morte di Mercadante nel 1870. Durante il periodo di studio, Mercadante affidò a Mabellini la riduzione per canto e pianoforte dell'opera Le illustri rivali, e lo portò con sé per la supervisione degli allestimenti di molti suoi lavori in altre città, soprattutto a Venezia. Sotto la guida di Mercadante, Mabellini si formò anche nel genere sacro, con una Messa che il maestro fece eseguire a Novara nel 1838. Per ringraziare il Granduca della grande opportunità di aver potuto studiare con Mercadante, Mabellini gli dedica la cantata La partenza per la caccia nel 1839. Nel 1840 andò in scena a Torino (al Teatro Carignano) l'opera lirica Rolla, il più grande successo operistico di Mabellini, composto quasi sotto la supervisione di Mercadante. Rolla ottenne il plauso del famoso librettista Felice Romani e del leggendario pianista Carl Czerny, che ne ridusse i temi principali in una fantasia per pianoforte. Sull'onda del successo ottenuto, Mabellini riuscì a entrare nella cerchia del grande impresario Alessandro Lanari, che da allora fino al 1857 gli garantì le migliori produzioni e compagnie del momento. Forte di questo appoggio scrisse di getto Ginevra di Firenze (1841, di nuovo per il Carignano di Torino), opera che poi rimaneggiò più volte (la versione definitiva si intitola Ginevra degli Almieri), e Il conte di Lavagna, scritta al ritorno a Pistoia nel 1842 con dedica al Granduca, e rappresentata con tutti gli onori alla Pergola di Firenze nel 1843.

### Il fiasco deiVeneziani a Costantinopoli, la Cappella fiorentina e la musica sacra
Il suo successo operistico subì un momentaneo stop con il fiasco de I veneziani a Costantinopoli a Roma nel 1844 (di quest'opera si è perduto anche l'autografo, vedi Fonti). Da allora Mabellini rimase a Firenze, si sposò (con Gabriella Ferrari, figlia di farmacisti fiorentini, nel 1846), e compose la sua ultima opera seria Maria di Francia durante la luna di miele (fu rappresentata alla Pergola nel 1846), prima di accettare numerose commissioni granducali, soprattutto sacre (molte cantate per feste locali: si ricordano Eudossia e Paolo per il patrono di San Giovanni, Il ritorno per la villeggiatura del granduca a Poggio a Caiano, i Responsori per la settimana santa, e L'ultimo giorno di Gerusalemme per vari istituti ecclesiastici fiorentini), la cui qualità gli fece ottenere, nel 1847, la nomina di maestro di cappella di corte. Mabellini fu l'ultimo compositore insignito della carica (dopo la fuga degli Asburgo-Lorena del 1859, la Cappella non venne più ripristinata), e obbedì al volere dei sovrani di far conoscere in Toscana opere sacre tedesche: eseguì spesso per la prima volta in Italia lavori liturgici di Mozart, Albrechtsberger, Hoffmann e Krommer. Per la Cappella, dal 1847 al 1859, Mabellini compose in prima persona una gran quantità di musica sacra, divenendo una sorta di campione del genere, e partecipando attivamente con i suoi lavori ai dibattiti stilistici sul giusto modo di comporre le messe che si originarono in quegli anni, dibattiti incentrati sul ritorno a una sorta di purezza della musica da chiesa da contrapporre a un troppo enfatico stile teatrale. Mabellini continuò a dedicarsi al sacro anche dopo il 1859, con una mole di lavori che lo resero uno degli autori di musica sacra più apprezzati del tempo. Alla Cappella, inoltre, trovò un eccellente ensemble strumentale, composto dal suo vecchio maestro Bimboni e da professionisti come il flautista Cesare Ciardi, il cornista Francesco Paoli, e il trombettista Enea Brizzi (costoro rappresentavano i solisti migliori della Firenze dell'epoca), con la collaborazione del quale plasmò il suo particolare tipo di scrittura orchestrale (vedi Stile): appositamente per questi artisti scrisse una Gran fantasia per flauto, clarinetto, corno, tromba, trombone e orchestra, oggi a Firenze e Fano (vedi Fonti).

### La Pergola e il Risorgimento
Il suo gran lavoro alla Cappella convinse il Granduca a nominare Mabellini direttore del Teatro della Pergola nel 1848. Qui si fece apprezzare come direttore d'orchestra professionista, uno dei primi direttori puri (non strumentisti), e uno dei primi in Italia, insieme ad Angelo Mariani, a potersi definire anche concertatore-direttore. Le sue scelte nell'ambito della direzione artistica continuarono la tradizione fiorentina di apertura verso gli esperimenti romantici stranieri e mise in scena molte opere di Giacomo Meyerbeer, Charles Gounod e Richard Wagner, ma, forse per ragioni politiche, non trascurò le opere di Giuseppe Verdi, per esempio mise in scena La battaglia di Legnano con la direzione di Alamanno Biagi nel pieno della Prima guerra d'Indipendenza. Nonostante l'assenza di allusioni patriottiche nelle sue opere teatrali, e gli incarichi granducali, Mabellini dimostrò altre volte uno spirito risorgimentale. Nel 1847, un anno prima dello scoppio delle rivoluzioni borghesi, che videro un profluvio di cori patriottici, scrisse L'Italia risorta, la cui composizione precede di pochi mesi la messa in musica da parte di Michele Novaro del Canto degli Italiani di Goffredo Mameli e il tentativo di Giuseppe Verdi di musicare il Suona la tromba di Giuseppe Mazzini. Ancora nel '47 musicò l'Inno all'Italia: sorgi depressa Italia, e nel 1859 scrisse una messa per i caduti della Battaglia di Curtatone e Montanara, eseguita nella Basilica di Santa Croce. Il suo atteggiamento politico fu comunque sempre moderato: trovò esagerate alcune esternazioni anti-aristocratiche, difese molti compositori rimasti in contatto con l'Austria e quindi passibili di accuse di reazionarismo (per esempio Gioacchino Rossini), e rimase sempre in rapporti di amicizia personale con il Granduca. Forse, come Giovan Pietro Vieusseux e Daniele Manin negli stessi anni, fantasticò che Leopoldo II assumesse la guida del movimento risorgimentale, al fine di fare un'Italia a guida toscana invece che piemontese, e probabilmente con quest'idea in mente scrisse un Inno nazionale toscano nel 1858, stampato a Firenze da Lorenzi.

### La fine della carriera teatrale, laSocietà filarmonicae l'insegnamento
La sua attività compositiva continuò nel 1851 con una Messa da Requiem, che ebbe un vasto successo in tutta Europa, con l'opera comica Il venturiero (rappresentata a Livorno nel 1851), con il dramma sacro Baldassarre (per la Pergola, 1852), e nel 1857 con l'opera buffa Fiammetta, scritta in collaborazione con Luigi Gordigiani. Quest'opera fu però l'ultimo suo lavoro teatrale: da allora si dedicò molto di più alla musica sacra e, soprattutto, all'organizzazione di eventi, alla direzione d'orchestra e all'insegnamento, sacrificando la sua carriera operistica. Insieme ad Abramo Basevi divenne la personalità musicale più importante della città. Dal 1859 (fino al 1887) divenne insegnante di composizione nell'Istituto Musicale dove si era diplomato: tra i suoi allievi si ricordano Salvatore Auteri Manzocchi, Emilio Usiglio, Gaetano Palloni, Luigi e Marino Mancinelli, Guido Tacchinardi, Ettore De Champs, Priamo Gallisay e Luigi Bicchierai. Nel 1859 divenne direttore della Società Filarmonica, con la quale contribuì in modo determinante, spesso con prime esecuzioni nazionali, alla diffusione in Toscana e in Italia dei compositori classici di area austro-tedesca (Haydn, Mozart, Beethoven, Mendelssohn, Wagner) e francese (Gounod e Meyerbeer).

### Il Regno d'Italia, le celebrazioni dantesche, e iConcerti popolari
L'annessione al Regno d'Italia, pur ispirandogli drammi di natura personale (vedi quanto detto nei paragrafi precedenti), non diminuì la sua attività, anzi: scrisse molto anche per i Savoia (si ricordano le Feste fiorentine per l'arrivo di Vittorio Emanuele II a Firenze nel 1860, e l'Ave Maria per la principessa Margherita del 1867), e partecipò alla loro politica di unificazione culturale, con un picco nel periodo del trasferimento della capitale a Firenze (1865-1870). Tra i primi eventi della Firenze "italiana" ci furono le celebrazioni del sesto centenario della nascita di Dante Alighieri, nel 1865, a cui Mabellini contribuì attivamente con la cantata Lo spirito di Dante, e con la prima esecuzione della Sinfonia Dante di Giovanni Pacini, da lui diretta alla Pergola. Dal 1863 al 1880, Mabellini venne chiamato da Basevi a dirigere i Concerti popolari, durante i quali eseguì numerose opere liriche e sinfonie nel Salone dei Cinquecento di Palazzo Vecchio e nel nuovo Teatro Pagliano. Ideati da Basevi, Ferdinando Giorgetti e l'editore Giovanni Gualberto Guidi, i Concerti popolari erano il culmine della loro decennale attività volta a costruire a Firenze un adeguato spazio per le grandi produzioni, con concerti spesso colossali, in grado di far avvicinare alla musica anche le masse. Il repertorio era composto non solo da conclamati successi italiani (che riportarono in scena molte opere da molto tempo assenti dalla scena lirica fiorentina, cosa molto apprezzata dal pubblico di casa, che coniò il proverbio «Bellini è morto ma Ma-bellini è vivo!»), ma anche da numerosi lavori stranieri (soprattutto di Meyerbeer, ma anche di Haydn, Mendelssohn, Schubert e Weber) per venire incontro al gusto della nutrita comunità cosmopolita fiorentina, che veniva ispessendosi proprio grazie alla eco internazionale delle celebrazioni dantesche e del rinnovamento urbanistico di Giuseppe Poggi per il trasferimento della capitale.

### Tumulazione di Rossini
Nel 1868, Mabellini accettò la chiamata di Giuseppe Verdi per una composizione collettiva, dei più grandi compositori italiani, di un Requiem per la morte di Gioachino Rossini. Contribuì con un Lux aeterna, ma il progetto verdiano rimase incompiuto, e per la tumulazione di Rossini nella Basilica di Santa Croce, pochi mesi dopo i funerali di Parigi, Mabellini eseguì il Requiem di Mozart, con seri limiti imposti dall'Arcivescovo, che proibì l'ingresso delle donne del coro (furono sostituite all'ultimo minuto da una formazione di voci bianche proveniente da Lucca). A Rossini, Mabellini dedicò anche la cantata Feste rossiniane nel 1873 (eseguita al Teatro Pagliano).

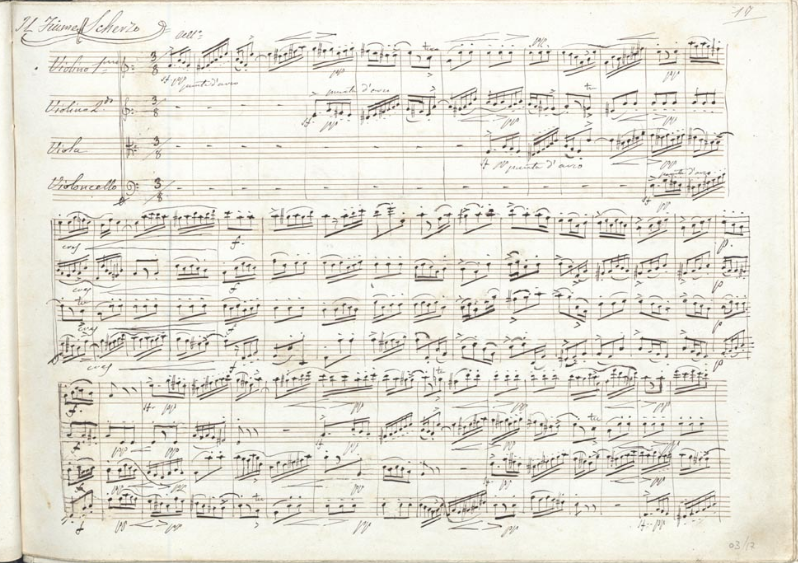
Autografo dello scherzo Il fiume (1870), conservato a Firenze

### Ultimi anni
Tra il 1870 e il 1871 venne considerato, insieme a molti altri compositori tra cui Giuseppe Verdi, come successore del maestro Mercadante nella direzione del Conservatorio San Pietro a Majella di Napoli, ruolo poi andato a Lauro Rossi. Nel 1874 venne licenziato dalla Società Filarmonica dopo trent'anni di attività, e fu sostituito da Jefte Sbolci. Da allora iniziò una sorta di declino per Mabellini: espresse il desiderio di comporre nuove opere, ma i librettisti lo trovavano superato dopo un'assenza dalle scene di quasi vent'anni, un sentimento che coinvolse anche gli impresari, che ripresero i suoi successi del passato con compagnie secondarie di qualità scadente, una tendenza a cui il vecchio maestro non ebbe la forza di opporsi. Nel 1874 compose una Danza dei folletti e nel '78 la cantata Michelangelo Buonarroti, ma da allora trovò pochi appigli anche nell'editoria (due dei suoi editori di riferimento, il fiorentino Guidi e il milanese Lucca, proprio in quegli anni entrarono anch'essi in un declino che li portò all'assorbimento da parte di Tito Ricordi). Nel 1880 donò una messa al Conservatorio di Napoli (vedi Fonti), e continuò per un po' a trovare commissioni aristocratiche (una Messa per il Duca di San Clemente del 1882, un Coro per voci bianche e pianoforte per la famiglia Demidoff del 1885), e cittadine (l'Inno all'Arte per lo scoprimento della nuova facciata del Duomo di Emilio De Fabris nel 1886), prima di abbandonare ogni attività nel 1887 (a quell'anno risale la sua ultima sua composizione: una cantata su soggetto dantesco per Ugo Martini, vedi Fonti). Da allora, nonostante il suo stato di pensionato, continuò a presiedere ad alcuni esami di licenza dell'Istituto musicale fino al 1894, quando lo colpì una paralisi progressiva che lo costrinse a letto. Morì nel marzo del 1897 e venne tumulato nel cimitero dei Pinti. Successivamente sulla sepoltura venne collocata una lastra tombale di Narciso Piccioli con un'epigrafe composta da Augusto Conti.

## Stile
Dal punto di vista teatrale, fu stilisticamente attratto dal belcanto: ammirò Vincenzo Bellini, del quale diresse molte riprese operistiche fiorentine, e ha avuto diversi debiti estetici con Gaetano Donizetti. Un rapporto di stima reciproca lo legò a Giuseppe Verdi, comprovato dalla promozione di Mabellini di opere verdiane alla Pergola, dalla loro collaborazione alla naufragata Messa per Rossini, e dalle fantasie che Mabellini scrisse su temi verdiani per strumenti soli (vedi Fonti). Per certi versi, Mabellini nutrì per Verdi una seria ammirazione, e a un certo punto volle quasi considerarsi un suo "erede", prima che la sua attività direttoriale lo distogliesse dal teatro nel 1857.
Per quel che riguarda la musica sacra, invece, Mabellini elaborò e portò a maturazione modalità compositive classiche: Haydn e Mozart furono il suo punto di riferimento in questo campo, e la professione direttoriale alla Cappella absburgica lo mise in contatto anche con esempi stranieri (Krommer) e precedenti italiani (per esempio la produzione sacra di Benedetto Marcello e Giovanni Battista Martini). Sotto traccia si notano anche molte influenze rossiniane nelle sue messe mature. Come detto nella biografia, la musica sacra di Mabellini riflette alla perfezione le oscillazioni teoriche sul modo di comporre le messe a cui egli assistette e che interpretò in prima persona: la sua produzione sacra, proprio perché così aderente allo Zeitgeist, fu quindi una delle più apprezzate del tempo (vedi anche Fortuna).
Una particolarità dello stile compositivo tout court di Mabellini riguarda il trattamento dell'orchestra: la intendeva come un ensemble di fiati in cui i violini erano quasi solo di contorno, e affidò quindi le parti melodiche agli strumenti a fiato, in accordo con una prassi più europea che italiana. Riuscì a comporre così anche su ispirazione degli strumentisti a sua disposizione nella Cappella fiorentina: Gioacchino Bimboni (trombonista), Cesare Ciardi (flautista), Francesco Paoli (cornista), Enea Brizzi (trombettista). Questi professionisti, impegnati nell'orchestra della Cappella e anche come formazione strumentale a sé stante denominata Banda della Real Guardia, erano i solisti per cui Mabellini compose molti dei suoi lavori (la Gran fantasia del 1846 è proprio dedicata a loro), e gli garantirono uno standard qualitativo eccellente: grazie anche a loro Mabellini fu capace di intendere l'orchestra in modo europeo. Le sue idee strumentali riprendono infatti istanze orchestrali d'oltralpe, risalenti all'ultimo Settecento (implementate soprattutto da Haydn e Mozart e portate avanti da Beethoven, Schubert, Méhul, Weber e Brahms: autori che spesso Mabellini conosceva grazie alla sua attività direttoriale) e le plasmano all'ambiente italiano, in un modo che anticipa non solo molto verismo (Pietro Mascagni continuerà a chiamare strumentale la parte orchestrale fino alla sua morte nel 1945, forse per influenze mabelliniane) ma anche molte tendenze post-romantiche europee (per esempio Richard Strauss).

## Fortuna
Fu molto famoso al suo tempo: la Messa da Requiem del 1851 gli fece ottenere onorificenze anche in Spagna e in Francia, e l'opera Rolla fu riproposta con successo per molti anni durante la sua vita. La sua professione direttoriale lo rese una delle personalità più famose e apprezzate dell'epoca, anche grazie alla eco delle sue produzioni durante il periodo di Firenze capitale. La popolarità delle sue composizioni è testimoniata dalle molte elaborazioni per banda di cui furono oggetto le sue opere teatrali, e dai molti prestiti e arrangiamenti dai e dei suoi lavori effettuati da altri compositori: come già accennato, Carl Czerny scrisse una fortunata trascrizione pianistica dai temi della Rolla e Antonio Bazzini ridusse la stessa Rolla per canto e pianoforte per l'editore Ricordi. Nel campo della musica sacra, Mabellini rimase un punto di riferimento internazionale durante tutta la sua vita: la biografia stilata da François-Joseph Fétis e Luigi Ferdinando Casamorata nel 1863 lo ricorda sia come operista sia come compositore liturgico, e nei suoi necrologi venne quasi più ricordato come autore di musiche sacre che come compositore teatrale e direttore. Però il suo stop produttivo dopo la Fiammetta del 1857 lo fece rimanere nella retroguardia dell'ambiente teatrale, e non riuscì più a rientrare nella "serie A". In qualche modo, l'amicizia con Verdi, si risolse in una sorta di assorbimento: le vecchie opere di Mabellini, come Il conte di Lavagna, vennero fagocitate da opere analoghe di Verdi, e i drammi ancora più vecchi, scritti prima della temperie risorgimentale, furono percepiti molto presto come "fuori moda". Il pubblico avvertì che le opere di Bellini, Donizetti e Verdi, che Mabellini dirigeva con costanza, quasi si assimilavano con le sue, per stile e modalità compositiva, e quindi finì per concludere che Mabellini era privo di uno stile individuale. Nel repertorio esecutivo odierno non c'è traccia delle sue composizioni, neanche di quelle che godettero di maggior fama durante la sua vita, e la sua importante produzione sacra venne del tutto dimenticata (tanto che ancora oggi non ne è stato fatto uno studio tassonomico scientifico che permetta di identificare e numerare i numerosi abbozzi sacri presenti a Fano, cfr. l'Elenco della musica sacra che segue). A lui è stata intitolata nel 1945 la scuola comunale di musica e danza "T. Mabellini" di Pistoia, fondata originariamente col nome di "Scuola di Violino e altri Strumenti" nel 1858.

## Fonti
Oltre alle opere teatrali, Mabellini ha scritto una gran quantità di opere sacre (molte messe, oratori, cantate e drammi liturgici); cantate per coro, solisti e orchestra; un balletto; alcuni inni risorgimentali; canti patriottici toscani spesso su commissione granducale, e quindi estranei allo spirito unitario; molti pezzi (cantate e odi allegoriche) celebrativi composti per il Granduca e la sua famiglia; alcuni pezzi celebrativi dei Savoia; almeno due sinfonie; alcune composizioni per banda; canzoni varie; pezzi cameristici e per disparate formazioni orchestrali, e anche per solisti. Gli autografi di gran parte della musica sacra e celebrativa sono nel Conservatorio di Firenze, poiché frutto del suo incarico alla Cappella granducale. A Firenze sono anche molte composizioni stampate dall'editore Lorenzi, che fu un suo amico oltre che archivista del Conservatorio. A Pistoia si conservano gli autografi che la figlia Eudossia donò alla città natale del padre nel 1916. L'istituzione che però conserva il maggior numero di opere di Mabellini, con più di 100 composizioni autografe (con anche molti abbozzi preparatori) è la Biblioteca Federiciana di Fano. Mabellini ebbe fortunati rapporti con gli editori, non solo con i molti editori fiorentini, ma anche con i milanesi Ricordi e Lucca, e con il parigino Richault; un fatto che ha promosso la circolazione di copie stampate delle sue opere in tutta Italia.

### Autografi

#### La Biblioteca Federiciana di Fano
Gli autografi della Biblioteca Federiciana di Fano furono conservati grazie al nipote di Mabellini, Adolfo, direttore della biblioteca al momento della morte dello zio. La biblioteca possiede, come detto, gran parte degli autografi mabelliniani, anche molti abbozzi, e perfino un tentativo di stesura di un'autobiografia, rimasto incompiuto. Nel fondo non risultano gli autografi delle opere I veneziani a Costantinopoli (l'unico fiasco operistico di Mabellini) e Il Venturiero (scritto per Livorno nel 1851 con Luigi Gordigiani). Si presume che possano trovarsi nell'Archivio dell'impresario Alessandro Lanari, ma a tutt'oggi sono irreperibili. Lacunosi o incompleti sono anche gli autografi di Ginevra degli Almieri, Il convito di Baldassarre e Fiammetta (vedi anche Elenco delle opere teatrali).

#### Gli autografi a Pistoia
La figlia di Mabellini, Eudossia, donò molti manoscritti, in gran parte autografi, al municipio di Pistoia nel 1916. Quei manoscritti oggi sono conservati in due istituzioni pistoiesi:
- L'Archivio Capitolare possiede gli autografi
  - del giovanile Estro armonico per orchestra, con la segnatura «composto in Arezzo il 16 giugno 1832»[14][15],
  - della Messa da Requiem del 1851, che rese Mabellini celebre anche all'estero. Fu edita dal parigino Richault nel 1853[14][15]. Un'edizione moderna della Messa di Requiem di Mabellini è stata curata recentemente dal musicologo tedesco Guido Johannes Joerg e rilasciato alla casa editrice Christoph Dohr a Colonia, Germania[38],
  - un Waltz per violino, flauto, clarinetto, corno, trombone e basso[14][15][39],
  - l'autografo dell'ultima composizione di Mabellini: la cantata su Dante per tenore, dedicata a Ugo Martini, datata 2 aprile 1887[39];
- La Biblioteca Forteguerriana conserva gli autografi
  - di un Bouquet Musical de Florence, contenente 12 pezzi per varie voci (dal soprano al basso) dedicate ai più grandi cantanti del periodo (per esempio Marianna Barbieri-Nini, Giulia Grisi e Napoleone Moriani), che furono pubblicati a stampa dall'editore parigino Simon Richault nel 1855 (il dodicesimo numero, intitolato Estasi, ebbe una circolazione a parte in un'edizione dell'americano Schirmer). Esemplari stampati da Richault sono conservati nei conservatori di Firenze e Roma[14][15]. Un'edizione moderna della collezione Bouquet Musical de Florence di Mabellini è stata curata recentemente dal musicologo tedesco Guido Johannes Joerg e rilasciato alla casa editrice Christoph Dohr a Colonia, Germania [40],
  - del primo atto dell'opera Il conte di Lavagna. Gli altri due atti sono a Fano. L'opera fu pubblicata dalla Ricordi di Milano (che provvide anche alla vendita della versione per canto e pianoforte) e dalla Tipografia Galletti di Firenze nel 1843[14][15],
  - della marcia per banda militare Etruria, dedicata da Mabellini alla «Civica Pistoia» nel 1841 (i cui abbozzi sono a Fano)[14][15],
  - della cantata simbolica Le feste fiorentine, eseguita nel Salone dei Cinquecento nel 1860 per l'arrivo a Firenze di Vittorio Emanuele II, poi pubblicata dagli editori Lorenzi, Mariani (di Firenze) e, nella versione per canto e pianoforte, dal milanese Lucca[14][15],
  - della riduzione per canto e pianoforte dell'ouverture di Eudossia e Paolo. Tale riduzione fu anche stampata da Lorenzi a Firenze.[14][15]

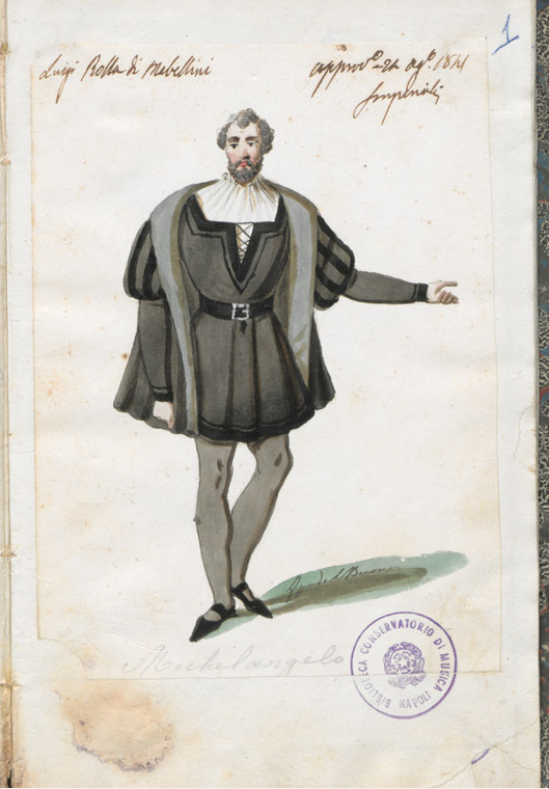
Bozzetto di Filippo Del Buono per la ripresa napoletana di Rolla del 1841, conservato al Conservatorio di San Pietro a Majella

#### Altri autografi
- Il Conservatorio Luigi Cherubini di Firenze conserva i seguenti autografi
  - lo scherzo Il fiume, datato 1870[21][22]. La prima edizione del scherzo Il fiume di Mabellini è stata curata recentemente dal musicologo tedesco Guido Johannes Joerg e rilasciato alla casa editrice Christoph Dohr a Colonia, Germania[43],
  - una copia autografa di un'elaborazione ridotta della cantata sacra Eudossia e Paolo[1][2],
  - l'inno Sommo Iddio la cui provvida mano, dedicato «al Granduca e alla sua famiglia»[14][15],
  - una trascrizione autografa per pianoforte di Marce per musica militare e tamburi[14][15],
  - un mottetto O gloriosa virginum per coro e orchestra[14][15],
  - il probabile autografo della Partenza per la caccia del 1836, dedicata al Granduca Leopoldo II nel 1839[14][15][44],
  - la cantata allegorica Il ritorno, su testo di Francesco Guidi, dedicata alla villeggiatura del Granduca a Poggio a Caiano, datata «settembre 1846»[14][15],
  - otto romanze per canto e pianoforte[14][15]. La prima edizione delle Romanze di Mabellini è stata curata recentemente dal musicologo tedesco Guido Johannes Joerg e rilasciato alla casa editrice Christoph Dohr a Colonia, Germania[45],
  - un Miserere per la Settimana Santa, composto insieme a un Benedictus Christus[14][15],
  - un Ecce Sacerdos magnus, per l'arrivo di Papa Pio IX a Firenze il 18 agosto 1857 (pezzo spesso erroneamente attribuito a Gioacchino Maglioni). Una copia è presente anche a Fano[14][15],
  - un Unguentum in capite per coro misto e orchestra, ancora per l'arrivo di Pio IX a Firenze nell'agosto del 1857. Una copia è anche a Fano[14][15],
  - una Gran Fantasia per flauto, clarinetto, corno, tromba, trombone e orchestra, commissionata dal Granduca nel 1846 che Mabellini scrisse per gli strumentisti della cappella Gioacchino e Giovanni Bimboni, Cesare Ciardi, Enea Brizzi, e Francesco Paoli. Una copia è presente anche a Fano[14][15],
  - le parti manoscritte (forse autografe) di una trascrizione mabelliniana dell'Inno nazionale russo[14][15];
- Il Conservatorio San Pietro a Majella di Napoli possiede
  - una copia autografa di una messa che Mabellini dedicò appositamente all'istituto nel 1880[7][46],
  - un Allegretto e un Gloria di una Messa che Mabellini donò all'amico Francesco Florimo per il suo album personale di pezzi inediti[7][47][48][49]. La prima edizione del In gloria dei patris di Mabellini è stata curata recentemente dal musicologo tedesco Guido Johannes Joerg e rilasciato alla casa editrice Christoph Dohr a Colonia, Germania[50],
  - una copia coeva approntata forse dallo stesso Mabellini per la rappresentazione napoletana dell'opera Rolla, datata 1841[51], di cui l'istituto conserva anche alcuni bozzetti originali di Filippo Del Buono[52],
  - l'introduzione del primo atto dell'opera Il conte di Lavagna, donato da Mabellini all'«illustre Mercadante»[53];
- il Conservatorio Giuseppe Verdi di Milano e l'Archivio della casa editrice Ricordi possiedono l'autografo e molte parti manoscritte dell'opera Rolla.[9][11][34] La casa editrice conserva anche parti, in varia misura autografe, dell'incompiuta Messa per Rossini voluta da Verdi[9][11], i cui abbozzi sono a Fano[14][15];
- l'Accademia Filarmonica di Bologna possiede un Te Deum «scritto nel mese di maggio 1849 per il ritorno a Firenze di Leopoldo II e dallo stesso autore donato al Masseangeli il 4 marzo 1850»: Masseangelo Masseangeli era il bibliotecario dell'Accademia[14][15];
- la Chiesa di San Giovannino degli Scolopi di Firenze ha una copia manoscritta, forse autografa, comprensiva di tutte le parti e con indicazioni sceniche, del dramma liturgico L'ultimo giorno di Gerusalemme, databile al 1848[54] (vedi anche la lista delle composizioni datate nell'Elenco della musica sacra che segue).

### Copie manoscritte
Secondo l'OPAC del Servizio Bibliotecario Nazionale (SBN), il Répertoire international des sources musicales (RISM), l'Ufficio Ricerca Fondi Musicali di Milano (URFM) e il catalogo delle opere di Mabellini pubblicato da Claudio Paradiso le città che posseggono copie manoscritte di opere di Mabellini sono:
- Pistoia: l'Archivio Capitolare conserva
  - una copia manoscritta coeva dell'interludio orchestrale La congiura dell'opera Il Conte di Lavagna[34],
  - alcune parti staccate dall'opera Rolla e da composizioni sacre[39],
  - alcune riduzioni (per coro unico o per pianoforte) di opere sacre di Mabellini effettuate dagli allievi Gherardo Gherardeschi e Gaetano Palloni ricorrette dal maestro[39];
- Firenze: il Conservatorio Luigi Cherubini conserva
  - molte copie coeve di composizioni sacre[55],
  - una copia della cantata (poi stampata dall'editore fiorentino Guidi) Lo spirito di Dante, del 1865 (i cui abbozzi sono a Fano)[34];
- Firenze: la Chiesa di San Giovannino degli Scolopi ha copie manoscritte lacunose delle parti del Baldassarre databili agli anni '80-'90 dell'Ottocento[54];
- Bologna: l'Accademia filarmonica ha una fantasia sui temi della Luisa Miller di Verdi per clarinetto in si bemolle[14][15][57];
- Parma: la Biblioteca Palatina conserva un'Elegia per oboe, contrabbasso (o violoncello) e pianoforte del 1879[14][15];
- San Severino Marche (Macerata): la Biblioteca Antolisei ha una copia della cantata per tenore su Dante del 1887 dedicata a Ugo Martini, il cui autografo è a Pistoia[58];
- Ostiglia (Mantova): il fondo musicale Greggiati ha due scene dell'opera Le illustri rivali di Mercadante nella versione per canto e pianoforte che l'autore commissionò a Mabellini, allora suo studente a Novara[59][60];
- Roma: l'Accademia filarmonica romana ha copie manoscritte delle singole parti della Lux aeterna per Rossini.[61]

### Edizioni a stampa
Mabellini pubblicò con tutti i più grandi editori italiani e non del tempo (Ricordi, Lucca, Guidi, Lorenzi, il parigino Richault), per cui la quantità di copie a stampa delle sue opere è ingente. La Biblioteca Federiciana di Fano e le istituzioni pistoiesi (la Biblioteca Forteguerriana e l'Archivio Capitolare) possiedono la collezione più cospicua di edizioni stampate. Inoltre, si contano quasi 80 esemplari alla Biblioteca Nazionale Marciana di Venezia, più di 40 li conserva il Conservatorio di Milano, una ventina l'Accademia di Santa Cecilia a Roma, la Biblioteca Nazionale Centrale e il Conservatorio di Firenze, una decina il Conservatorio di Genova. Seguono: i conservatori di Bergamo, Milano, Roma e Napoli, la Fondazione Ugo e Olga Levi di Venezia, il Seminario Maggiore di Padova, la Biblioteca Palatina di Parma, l'Accademia Filarmonica e il Museo internazionale e biblioteca della musica di Bologna, la Biblioteca di Storia Moderna e Contemporanea, l'Istituto Storico Germanico di Roma, la Biblioteca di Storia dell'Arte di Roma, la Biblioteca Apostolica Vaticana, la Biblioteca «Vittorio Emanuele III» di Napoli, la Library of Congress di Washington, la British Library di Londra. L'Archivio della Società filarmonica di Tremona (Svizzera) possiede due composizioni per banda edite dall'editore fiorentino Lapini, Baldassar e Il battesimo, senza data.

### Libretti
Una gran quantità di libretti delle opere di Mabellini sono alla Fondazione Giorgio Cini di Venezia, alla Biblioteca Nazionale Centrale e alla Marucelliana di Firenze, alla Biblioteca Comunale e al Conservatorio di Milano, alla Biblioteca Palatina di Parma, e alla Biblioteca Ariostea di Ferrara. Posseggono più di cinque esemplari di libretti mabelliniani il Conservatorio di Napoli, la Biblioteca centrale siciliana di Palermo, e la Biblioteca musicale «della Corte» di Torino.

### Lettere
Pochissime lettere di Mabellini sono state pubblicate, e molte rimangono negli archivi privati dei destinatari. Collezioni ingenti sono nel Fondo Basevi del Conservatorio di Firenze, nel Fondo Piancastelli della Biblioteca «Saffi» di Forlì, nella Raccolta Puccini della Biblioteca Forteguerriana di Pistoia, nella Biblioteca Federiciana di Fano, nell'Archivio privato «Picozzi-Mancinelli» di Roma.

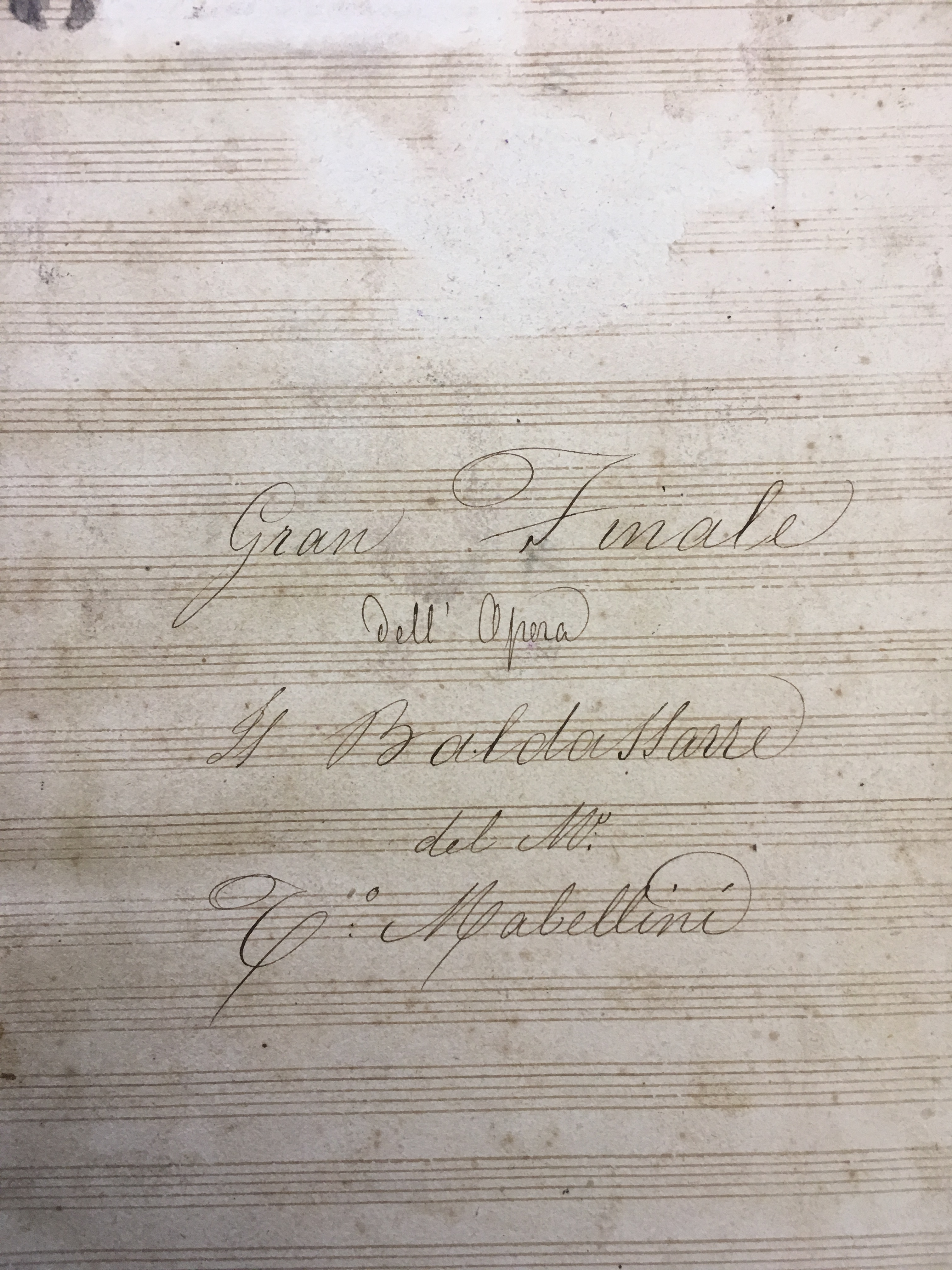
Frontespizio dell'arrangiamento per banda del finale del dramma sacro Baldassarre presente nel Fondo Biagini dell'Archivio Diocesano di Pescia

## Elenco delle opere teatrali
Quando non diversamente specificato, gli autografi delle opere sono conservati a Fano.
- 1836 Matilde e Toledo in scena il 27 agosto a Firenze.
- 1840 Rolla in scena a Torino il 12 novembre al Teatro Carignano. Autografo nell'Archivio di Casa Ricordi a Milano.
- 1841 Ginevra degli Almieri in scena a Torino il 13 novembre al Teatro Carignano. L'autografo a Fano è incompleto.[34]
- 1843 Il conte di Lavagna in scena a Firenze il 4 giugno al Teatro della Pergola. Il primo atto autografo fu donato da Eudossia Mabellini alla Biblioteca Forteguerriana di Pistoia, gli altri due sono a Fano.
- 1844 I veneziani a Costantinopoli in scena a Roma al Teatro Argentina.[8] L'autografo è perduto: si presume possa trovarsi nell'archivio dell'impresario Alessandro Lanari.
- 1846 Maria di Francia in scena a Firenze il 4 marzo al Teatro della Pergola.
- 1851 Il venturiero in scena a Livorno, al Teatro Rossini, 15 febbraio. Scritto con Luigi Gordigiani. Autografo perduto.
- 1852 Il convito di Baldassare (o Baldassarre) in scena a Firenze a novembre al Teatro della Pergola. A Fano c'è solo la partitura autografa del finale II.
- 1857 Fiammetta in scena a Firenze il 12 febbraio al Teatro della Pergola. Scritta con Luigi Gordigiani. L'autografo a Fano è lacunoso. La partitura completa fu stampata dal milanese Lucca in conseguenza di una ripresa al Teatro delle Muse di Ancona nel 1870.

## Elenco della musica sacra
Come detto, la musica sacra di Mabellini è stata a lungo dimenticata. Nel 2005, Gabriele Moroni e Claudio Paradiso hanno intrapreso un primo passo verso uno studio sistematico indagando le carte della Biblioteca Federiciana di Fano, poi aggiornato nel 2017. Quando non diversamente specificato, gli autografi delle composizioni elencate sono conservati a Fano.

### Composizioni datate
- Messa Solenne a 4 voci. È la prima composizione sacra di Mabellini, scritta con la supervisione di Mercadante, che la fece eseguire nel Duomo di Novara nel 1838;
- Messa a 4 voci. Anch'essa eseguita a Novara nel 1840, forse ancora con l'appoggio di Mercadante;
- Messa Solenne del 1843;
- Eudossia e Paolo, detto anche I martiri, dramma sacro su testo di Luigi Venturi, eseguito per la Festa di San Giovanni nel Palazzo Vecchio di Firenze il 22 giugno 1845. Stampato dal fiorentino Lorenzi nel 1847. L'autografo è a Fano[34], e il Conservatorio di Firenze segnala una copia autografa di una stesura ridotta[1][2];
- Messa n. 2, 1847;
- L'ultimo giorno di Gerusalemme, dramma sacro di Geremia Barsottini scritto per la Chiesa di San Giovannino degli Scolopi (allora Chiesa di San Giovanni Evangelista) nel 1847. Fu stampato dalla Tipografia Calasanziana di Firenze nel 1848. Una copia manoscritta, forse autografa, con indicazioni sceniche, è ancora nella chiesa, situata in Via Martelli a Firenze[54];
- Domine ad adjuvandum, coro e orchestra, 1847;
- Responsori o Responsi per la Settimana Santa, a due cori (8 voci) e orchestra d'archi, 1847, stampato dal fiorentino Guidi intorno al 1860;
- Kyrie [Chirie] a 3 voci, per la festa di Santa Cecilia celebrata nella Chiesa di Novoli nel 1849;
- Messa a cappella a 3 voci, 1849;
- Te Deum «scritto nel mese di maggio 1849 per il ritorno a Firenze di Leopoldo II e dallo stesso autore donato al Masseangeli il 4 marzo 1850», è conservato all'Accademia Filarmonica di Bologna;
- Gloria a 3 voci, composto per la Festa di Santa Cecilia celebrata nella Chiesa di Novoli nel 1850;
- Messa a cappella a 3 voci, 1851;
- Messa di Requiem, è la messa che lo rese celebre in Europa e una delle sue composizioni più famose ed eseguite durante la sua vita. Data la prima volta nella Chiesa dei Santi Michele e Gaetano il 15 maggio 1851. L'autografo è all'Archivio Capitolare di Pistoia. Fu stampata dal parigino Richault nel 1853. Un'edizione moderna della Messa di Requiem di Mabellini è stata curata recentemente dal musicologo tedesco Guido Johannes Joerg e rilasciato alla casa editrice Christoph Dohr a Colonia, Germania;[38]
- Messa da vivo o Messa n. 3, scritta per le nozze di Ferdinando IV di Toscana con Anna Maria di Sassonia. Le nozze si celebrarono nel 1856, ma l'autografo della messa è datato 1852. Fu stampata da Richault a Parigi già nel 1853 (copie presenti nella Biblioteca Palatina di Parma e nel Conservatorio di Firenze);
- Elima il mago, scene sacro-drammatiche su testo di Stefano Fioretti, 1853;
- Tantum ergo, per tenore, basso e orchestra, 1853;
- Libera me, Domine, per due tenori, due bassi, coro e orchestra, 1856. L'autografo è a Fano. Fu stampata da Richault a Parigi in un'edizione senza data di cui si conservano due esemplari a Fano e a Napoli (vedi sopra, Messa di Requiem);
- Mottetto «Spes impii», 1856;
- Ecce Sacerdos magnus, per l'arrivo di Papa Pio IX a Firenze il 18 agosto 1857 , conservato sia a Firenze sia a Fano per coro a quattro voci e orchestra in Mi bemolle maggiore (un Ecce Sacerdos magnus fu composto, sempre per la stessa occasione, da Giovacchino Maglioni, professore d'Organo al Regio Istituto Musicale Fiorentino; si tratta di un brano a cappella per quattro cori, per un totale di sedici voci, in Re maggiore, inserito dall'autore nella Terza Parte delle Istituzioni Teorico-Pratiche per Organo);
- Tantum ergo per contralto, due tenori e orchestra, anch'esso per l'arrivo di Pio IX a Firenze, 18 agosto 1857;
- Unguentum in capite per coro misto e orchestra, ancora per l'arrivo di Pio IX a Firenze nell'agosto del 1857. L'autografo è sia a Firenze sia a Fano.
- Inno degli Apostoli «Exultet orbis gaudiis», 1858;
- Laudate pueri, per tenore, coro e orchestra, 1858;
- Cum Sancto Spirito, 1859;
- Messa funebre per i morti della Battaglia di Curtatone e Montanara, eseguita nella Basilica di Santa Croce a Firenze il 29 maggio 1859;
- Messa per coro e orchestra, 1862;
- Messa n. 4, 1862, lacunosa (sono composti un Gloria, un Laudamus, un Credo, Sanctus, Agnus Dei, e un altro Agnus Dei);
- Messa n. 5, 1863;
- Mottetto «Ave Maria», fu eseguito dal tenore Pollione Ronzi a Pietrasanta nel maggio del 1867 in onore della principessa Margherita di Savoia. Fu pubblicato a Milano da Lucca;
- Inno «Regina Coeli», 1868;
- Magnificat. L'autografo a Fano segna «Pietrasanta 24 maggio 1868»;
- Salmo Sub tuum praesidium, per coro misto e orchestra. L'autografo segna «Pietrasanta 24 maggio 1868». Forse è un elemento della composizione di cui faceva parte anche il precedente Magnificat;
- In gloria Dei patris amen, canone a 4 voci, 1869: è il Gloria che Mabellini scrisse per Florimo a Napoli[7][14][15][47][48][49];
- Lux aeterna. È il pezzo composto da Mabellini per la Messa dedicata a Rossini progettata da Verdi e rimasta incompiuta. L'autografo a Fano è datato 1869.
- Agnus dei, 1872;
- Mottetto «Venite populi», «per la Festa della Esaltazione della Croce», 1872;
- Quoniam per doppio coro e orchestra, 1872;
- Qui Tollis e Qui Sedes, «eseguito a Lucca il 14 7bre 1872»;
- Domine ad adjuvandum, per due cori misti, orchestra e banda per la Festa di Santa Croce celebrata a Lucca nel 1873;
- Magnificat anima mea Dominum, scritto per la Festa di Santa Cecilia celebrata a Lucca il 13 e 14 settembre 1873;
- Domine Jesu Christe, per soprano, coro e orchestra, 1879 («da eseguirsi in luogo dell'Offertorio che esiste nella partitura a stampa della Messa da Requiem [1851] di T Mabellini in occasione di Concerto»);
- Sanctus, per mezzosoprano e orchestra («da eseguirsi in occasione di Concerto al Sanctus e Benedictus della Messa da Requiem di Mabellini»). Datato «Febbraio 1880»;
- Messa dedicata al Conservatorio di San Pietro a Majella nel 1880[46];
- Messa solenne, 1882;
- Messa di Gloria per il Duca di San Clemente, eseguita nella Basilica di San Lorenzo il 10 ottobre 1882;

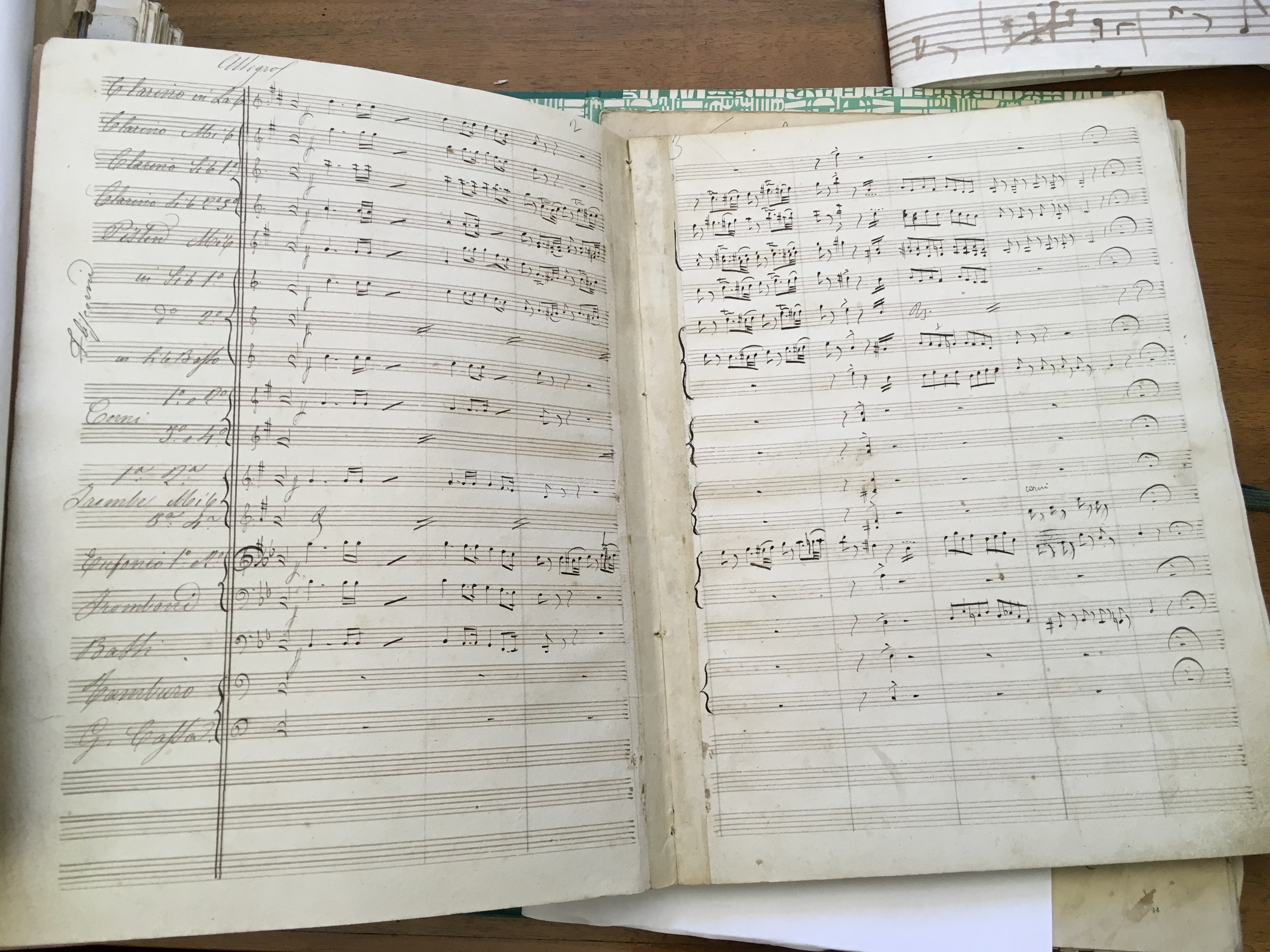
Prima pagina della versione per banda del finale del dramma sacro Baldassarre di Mabellini conservato nel Fondo Biagini dell'Archivio Diocesano di Pescia

### Composizioni senza data (ordine alfabetico)
- Afferentur regi, offertorio per Santa Cecilia;
- Ave Maris Stella, a Fano esistono 4 elaborazioni di questa composizione;
- Miserere per la Settimana Santa, composto insieme a un Benedictus Christus, gli autografi di entrambi sono conservati al Conservatorio di Firenze;
- Chirie [sic] per coro misto;
- Dixit I per coro, soprano, tenore, basso e orchestra;
- Dixit II per 4 voci, coro e orchestra, per la Festa di Santa Croce celebrata a Lucca (1873?);
- Exultet per 3 voci e orchestra;
- Gaudeamus per 4 voci e orchestra;
- Graduale Absolve, per basso e orchestra;
- Graduale «Audi filia», per coro, due tenori, basso e orchestra: a Fano è presente in due versioni, una delle quali «per la Festa di S. Cecilia celebrata in Novoli»;
- Inno del Vespro di San Filippo Benizzi, incompleto;
- Inno «Iste Confessor», per tenore, basso, coro misto e orchestra;
- Inno «Iddio la cui provvida mano», dedicato al Granduca, oggi a Firenze;
- Inno «Vexilla Regis», per tenore, basso, coro misto e orchestra;
- Introito, in la maggiore;
- Introito «Loquebar de testimonies», per due tenori, basso, violoncello, contrabbasso e orchestra;
- Introito «Stabat juxta Crucem Iesu», imcompleto;
- Iste Confessor, per 4 voci, coro e orchestra;
- Kyrie a tre voci, stampato da Lorenzi a Firenze (una copia è al conservatorio fiorentino);
- Marcia per Gesù Morto, per banda. L'autografo a Fano indica «in Prato»;
- Messa concertata, per mezzosoprano, tenore, baritono, basso, coro e orchestra;
- Messa n. 1 per coro e orchestra;
- Messa n. 2 per coro e orchestra;
- Mottetto «Exultate gentes», per basso o soprano, coro misto e orchestra;
- Mottetto «O gloriosa Virginum», conservato a Firenze;
- Mottetto «Stabat Mater dolorosa», per basso, coro e orchestra (a Fano c'è anche una versione per basso, trombone, contrabbasso e organo);
- Mottetto «Vos omnes, o Pater hominum» per baritono, coro e orchestra;
- Mottettone «Omnes gentes plaudite minibus» per la «Festa di Santa Croce»;
- O gloriosa Virginum, per 4 voci e orchestra;
- O Salutaris, per tenore, basso e organo;
- Salmo III «Laetatus sum», per mezzosoprano, tenore e orcherstra;
- Salmo IV «Nisi Dominus», per lo stesso organico;
- Salmo V «Lauda Jerusalem», per lo stesso organico;
- Sanctus, per due tenori, basso, violoncello, contrabbasso e organo. Incompleto;
- Tantum ergo, per basso e piccola orchestra;
- Te Deum, per 4 voci e orchestra, dedicato a Girolamo De Rossi. Autografo a Fano. Fu stampato dal milanese Lucca in un'edizione senza data;
- Vexilla Regis per quattro voci, coro e orchestra.

## Discografia
Non risultano registrazioni di nessuna delle opere liriche di Mabellini. Le parti composte per l'incompiuta messa per Rossini voluta da Verdi sono state registrate due volte: nel 1989 da Helmuth Rilling e l'orchestra di Stoccarda del Südwestrundfunk (Radio-Sinfonieorchester Stuttgart des Südwestrundfunk) per l'etichetta Hänssler Classic, con i solisti Gabriela Beňačková, Florence Quivar, James Wagner, Aage Haugland e Alexandru Agache (l'incisione è ascoltabile on-line); e nel 2017 da Riccardo Chailly con l'Orchestra del Teatro alla Scala e i solisti Maria José Siri, Riccardo Zanellato, Simone Piazzola, Giorgio Berrugi e Veronica Simeoni, per la Decca. Nel 1980, nell'Auditorium della Discoteca di Stato, il mezzosoprano Sabrina Bizzo, il baritono Walter Vagnozzi, e il pianista Loris Gavarini hanno registrato una serie di canti patriottici italiani composti tra il 1847 e la Prima Guerra Mondiale, tra i quali figura anche La buona andata di Mabellini (composto nel 1848 su testo di Giuseppe Tigri, pubblicato dall'editore Guidi di Firenze, il cui autografo è a Fano).